# О-Шынаа
О-Шынаа (тув. О-Шынаа) — село в Тес-Хемского кожууне Республики Тыва. Административный центр и единственный населённый пункт О-Шынаанского сумона. Находится в пограничной зоне.

## География
Село находится у реки Орукку-Шынаа, возле впадения в неё реки Деспен. Село с населением 940 человек расположено в 98 километрах от районного центра села Самагалтай.
Улицы
ул. Артына, ул. Малчын, ул. Мира, ул. Найырал, ул. Октябрьская, ул. Чодураа, ул. Чургуй-Оола, ул. Чыжыргана
К селу примыкают местечки (населённые пункты без статуса поселения) м. Ак-Адыр, м. Ак-Кежиг, м. Ак-Чыраа, м. Аптара-Аксы, м. Аптара-Бажы, м. Арагачы, м. Аржаан, м. Баян-Оваа, м. Белдир, м. Биче-Серлиг, м. Бора-Даш, м. Бурганныг, м. Дагыр-Бедик, м. Деспен, м. Деспен-Одек, м. Донгелик, м. Доора-Даг, м. Дыттыг-Хем, м. Дытчык, м. Инек-Чодазы, м. Кажаалыг-Баалык, м. Калбак-Ак, м. Калбак-кежиг, м. Кара-Булак, м. Кара-Суг, м. Кара-Таар, м. Кара-Чазаг, м. Кожер-Аксы, м. Кожер-Ишти, м. Кок-Тей, м. Кош-Одек, м. Кудук-Шолу, м. Кудуктуг-Кыштаг, м. Куу-Оваа, м. Кызыл-Бедик, м. Оваа, м. Овур-Онгеш, м. Онгеш, м. Оруктуг-Аксы, м. Оруктуг-Бажы, м. Пайза, м. Сарыг-Булун, м. Сарыг-Сиген, м. Сарыг-Хол, м. Сувактыг, м. Сыын-Мыйыстыг, м. Таан-Торуур, м. Тарбаганныг, м. Теректиг, м. Теректиг-Ишти, м. Тогерик-Кулузун, м. Улуг-Серлиг, м. Уттуг-Ак, м. Хайыракан, м. Хоолу, м. Хоолу-Бажы, м. Хорум-Баары, м. ХРУ, м. Чайлаг-Хем, м. Чакымай, м. Чалаа, м. Чеди-Кара, м. Чооду-Онгеш, м. Чыжыргана, м. Чыраалыг, м. Шивилиг, м. Шивилиг-Сарай, м. Шокар-Чыраа, м. Шын-Бажы, м. Эрик-Кыры.

## Население
| 2002 | 2010 | 2011 | 2012 | 2013 | 2014 | 2015 |
| ---- | ---- | ---- | ---- | ---- | ---- | ---- |
| 720  | ↗863 | ↘861 | →861 | ↘857 | ↘852 | ↗861 |
| 2016 | 2017 | 2018 | 2019 | 2020 | 2021 |      |
| ↘856 | ↗866 | ↗879 | ↗885 | ↗888 | ↗940 |      |

## Инфраструктура
В селе и близлежащих местечках развито животноводство: действуют 18 частных чабанских стоянок и 12 — МУПа «Деспен».
Хлебопекарня, цех по изготовлению национальной одежды.
Дом культуры (нуждается в капитальном ремонте), фельдшерско-акушерский пункт (была преобразована из участковой больницы на 10 коек), О-Шынаанская школа.

## Транспорт
Автодорога местного значения.